# Luik-Bastenaken-Luik 2014
De 100e editie van de wielerwedstrijd Luik-Bastenaken-Luik werd gehouden op 27 april 2014. De wedstrijd maakte deel uit van de UCI World Tour 2014. De renners reden een wedstrijd van 263 kilometer van Luik naar Ans. De koers werd voor het eerst in de historie gewonnen door een Australiër: Simon Gerrans, namens Orica-GreenEdge.  

## Deelnemende ploegen
| 18 UCI World Tour-ploegen | 18 UCI World Tour-ploegen | 18 UCI World Tour-ploegen | 7 wildcards                 |
| ------------------------- | ------------------------- | ------------------------- | --------------------------- |
| AG2R La Mondiale          | FDJ.fr                    | Movistar                  | Topsport Vlaanderen-Baloise |
| Astana                    | Garmin Sharp              | Omega Pharma-Quick-Step   | Wanty-Groupe Gobert         |
| Belkin                    | Giant-Shimano             | Orica-GreenEdge           | Cofidis                     |
| BMC Racing Team           | Lampre-Merida             | Sky ProCycling            | Colombia                    |
| Cannondale                | Lotto-Belisol             | Tinkoff-Saxo              | IAM Cycling                 |
| Europcar                  | Katjoesja                 | Trek Factory Racing       | MTN-Qhubeka                 |
|                           |                           |                           | NetApp-Endura               |

## Hellingen
| #  | Naam                         | Kilometer | Lengte (km) | %    |
| -- | ---------------------------- | --------- | ----------- | ---- |
| 1  | Côte de la Roche-en-Ardenne  | 70        | 2,8         | 6,2  |
| 2  | Côte de Saint-Roch           | 123       | 1           | 11   |
| 3  | Côte de Wanne                | 167       | 2,8         | 7,2  |
| 4  | Côte de Stockeu              | 173,5     | 1           | 12,4 |
| 5  | Côte de la Haute-Levée       | 179       | 3,6         | 5,6  |
| 6  | Côte de la Vecquée           | 201       | 3,1         | 6,4  |
| 7  | Côte de La Redoute           | 218,5     | 2           | 8,9  |
| 8  | Côte des Forges              | 231,5     | 1,9         | 5,9  |
| 9  | Côte de La Roche-aux-Faucons | 243,5     | 1,5         | 9,3  |
| 10 | Côte de Saint-Nicolas        | 257,5     | 1,2         | 8,6  |

## Verloop
In deze honderdste editie van 'La Doyenne' hielden enkele renners het al voor de start voor gezien. Tourwinnaar Chris Froome moest vanwege een luchtweginfectie forfait geven. Ook zijn ploeggenoot Peter Kennaugh was ziek, net als Carlos Betancur. Een peloton van 197 renners begon aan de 263 kilometer lange tocht door de Ardennen.
Na twaalf kilometer ontstond er een kopgroep van zes man. Naast de Nederlander Marco Minnaard en de Belg Pieter Jacobs bestond de vluchtersgroep uit de Zwitser Pirmin Lang, de Italiaan Matteo Bono, de Duitser Michel Koch en de Zuid-Afrikaan Jaco Venter. Na een uur reden de zes een voorsprong van meer dan veertien minuten bij elkaar. In Bastenaken won Koch na honderd kilometer de tussensprint, waarmee hij 5000 euro verdiende.
Op de Wanne moest Minnaard zijn medevluchters laten gaan. De voorsprong van de vijf overgebleven leiders was inmiddels afgenomen tot negen minuten. Na de Haute-Levée brak de koers open door verschillende tegenaanvallen vanuit het peloton. Wereldkampioen Rui Costa zag zich na een valpartij gedwongen op te geven. Ook Joaquim Rodríguez verliet de wedstrijd vroegtijdig.
Na La Redoute bleven Bono en Venter als enige vooraan over. Op de Côte des Forges liet Bono zijn medevluchter achter zich, waarna hij als eerste over de top kon rijden. Aan de voet van de Roche-aux-Faucons werd de Italiaan als laatste van de vroege vlucht ingelopen. Tijdens de beklimming ontsnapten Julián Arredondo en Domenico Pozzovivo, waarna de twee samen voorop raakten. Met nog elf kilometer te gaan volgde wederom een hergroepering, waarna een grote groep van ongeveer veertig renners ontstond.
Op de Côte de Saint-Nicolas ging Stefan Denifl als eerste aan. De favorieten bleven afwachten, waarna Giampaolo Caruso samen met Domenico Pozzovivo in de aanval ging. Caruso werd pas in de slotkilometer ingelopen door Daniel Martin. De Ier ging in de laatste bocht onderuit, waarna in een pelotonspurt de beslissing zou volgen. Simon Gerrans bleek over de snelste benen te beschikken en zet na Milaan-San Remo in 2012 opnieuw een topklassieker op zijn naam.

## Uitslag
| Luik-Bastenaken-Luik 2014 (263 km) |                    |                         |          |
| Plaats                             | Naam               | Ploeg                   | Tijd     |
| Winnaar                            | Simon Gerrans      | Orica-GreenEdge         | 6u37'43" |
| 2                                  | Alejandro Valverde | Movistar                | z.t.     |
| 3                                  | Michał Kwiatkowski | Omega Pharma-Quick-Step | z.t.     |
| 4                                  | Giampaolo Caruso   | Katjoesja               | z.t.     |
| 5                                  | Domenico Pozzovivo | AG2R La Mondiale        | + 3"     |
| 6                                  | Tom-Jelte Slagter  | Garmin Sharp            | z.t.     |
| 7                                  | Roman Kreuziger    | Tinkoff-Saxo            | z.t.     |
| 8                                  | Philippe Gilbert   | BMC Racing Team         | z.t.     |
| 9                                  | Daniel Moreno      | Katjoesja               | + 5"     |
| 10                                 | Romain Bardet      | AG2R La Mondiale        | + 6"     |
| 11                                 | Jelle Vanendert    | Lotto-Belisol           | + 8"     |
| 12                                 | Enrico Gasparotto  | Astana                  | + 10"    |
| 13                                 | Damiano Cunego     | Lampre-Merida           | z.t.     |
| 14                                 | Cyril Gautier      | Europcar                | z.t.     |
| 15                                 | Bauke Mollema      | Belkin                  | + 12"    |
| 16                                 | Rudy Molard        | Cofidis                 | z.t.     |
| 17                                 | Tiago Machado      | NetApp-Endura           | z.t.     |
| 18                                 | Anthony Roux       | FDJ.fr                  | z.t.     |
| 19                                 | Fränk Schleck      | Trek Factory Racing     | z.t.     |
| 20                                 | Stefan Denifl      | IAM Cycling             | z.t.     |

## UCI World Tour
In deze Luik-Bastenaken-Luik waren punten te verdienen voor de ranking in de UCI World Tour 2014. Enkel renners die uitkomen voor een WorldTour-ploeg maakten aanspraak om punten te verdienen.
| #  | Renner             | Ploeg                   | Punten |
| -- | ------------------ | ----------------------- | ------ |
| 1  | Simon Gerrans      | Orica-GreenEdge         | 100    |
| 2  | Alejandro Valverde | Movistar                | 80     |
| 3  | Michał Kwiatkowski | Omega Pharma-Quick-Step | 70     |
| 4  | Giampaolo Caruso   | Katjoesja               | 60     |
| 5  | Domenico Pozzovivo | AG2R La Mondiale        | 50     |
| 6  | Tom-Jelte Slagter  | Garmin Sharp            | 40     |
| 7  | Roman Kreuziger    | Tinkoff-Saxo            | 30     |
| 8  | Philippe Gilbert   | BMC Racing Team         | 20     |
| 9  | Daniel Moreno      | Katjoesja               | 10     |
| 10 | Romain Bardet      | AG2R La Mondiale        | 4      |

1892 · 1893 · 1894 · 1895-1907 · 1908 · 1909 · 1910 · 1911 · 1912 · 1913 · 1914-1918 · 1919 · 1920 · 1921 · 1922 · 1923 · 1924 · 1925 · 1926 · 1927 · 1928 · 1929 · 1930 · 1931 · 1932 · 1933 · 1934 · 1935 · 1936 · 1937 · 1938 · 1939 · 1940-1942 · 1943 · 1944 · 1945 · 1946 · 1947 · 1948 · 1949 · 1950 · 1951 · 1952 · 1953 · 1954 · 1955 · 1956 · 1957 · 1958 · 1959 · 1960 · 1961 · 1962 · 1963 · 1964 · 1965 · 1966 · 1967 · 1968 · 1969 · 1970 · 1971 · 1972 · 1973 · 1974 · 1975 · 1976 · 1977 · 1978 · 1979 · 1980 · 1981 · 1982 · 1983 · 1984 · 1985 · 1986 · 1987 · 1988 · 1989 · 1990 · 1991 · 1992 · 1993 · 1994 · 1995 · 1996 · 1997 · 1998 · 1999 · 2000 · 2001 · 2002 · 2003 · 2004 · 2005 · 2006 · 2007 · 2008 · 2009 · 2010 · 2011 · 2012 · 2013 · 2014 · 2015 · 2016 · 2017 · 2018 · 2019 · 2020 · 2021 · 2022 · 2023 · 2024
 Tour Down Under · 
 Parijs-Nice · 
 Tirreno-Adriatico · 
 Milaan-San Remo · 
 Ronde van Catalonië · 
 E3 Harelbeke · 
 Gent-Wevelgem · 
 Ronde van Vlaanderen · 
 Ronde van het Baskenland · 
 Parijs-Roubaix · 
 Amstel Gold Race · 
 Waalse Pijl · 
 Luik-Bastenaken-Luik · 
 Ronde van Romandië · 
 Ronde van Italië · 
 Critérium du Dauphiné · 
 Ronde van Zwitserland · 
 Ronde van Frankrijk · 
 Clásica San Sebastián · 
 Ronde van Polen · 
  Eneco Tour · 
 Ronde van Spanje · 
 Vattenfall Cyclassics · 
 GP Ouest France-Plouay · 
 Grote Prijs van Quebec · 
 Grote Prijs van Montreal · 
 UCI Ploegentijdrit · 
 Ronde van Lombardije · 
 Ronde van Peking